# What Is This? (álbum)
What Is This? es un álbum de la banda de rock estadounidense What Is This?, que fue lanzado en 1985. Está producido por Todd Rundgren, quien también participa en él tocando un sintentizador Fairlight.

## Historia
Originalmente llamada Chain Reaction, la banda luego cambiaría su nombre a Anthem, después Anthym, pero dado que ya había una banda que con anterioridad usaba ese nombre, y finalmente adoptaron What Is This, que era la reacción que generalmente recibían de quienes les escuchaban por primera vez.

## Listado de canciones
1. «Dreams of Heaven»
2. «Big Raft»
3. «Chasing Your Ghost»
4. «Whisper (To »Natasha)»
5. «Stuck»
6. «I'll Be Around»
7. «Touch the Flame»
8. «Wool over My Eyes»
9. «Waves in the Sand»
10. «Breathing»

## Personal

### Banda
- Alain Johannes: Vocalista
- Hillel Slovak: Guitarra
- Chris Hutchinson: Bajo
- Jack Irons: Batería

### Músicos adicionales
- Todd Rundgren: sintetizador Fairlight